# Bento Dias de Almeida Prado
Bento Dias de Almeida Prado, primeiro e único barão de Itaim (Itu, 16 de julho de 1821 — 17 de fevereiro de 1908) foi um nobre brasileiro.
Filho de Francisco de Almeida Prado e Maria Dias Pacheco de Almeida, casou-se com sua prima Ana de Almeida Prado.
Agraciado barão em 13 de março de 1885 pelo Imperador Dom Pedro II como reconhecimento ao seu ato de libertação dos escravos. 
Foi o primeiro abolicionista do Brasil, 4 anos antes da Abolição Oficial da Escravatura. Suas fazendas possuiam 113 escravos, que ganharam a liberdade sob a condição de continuarem 2 anos em suas propriedades, desta vez, como ASSALARIADOS. No mesmo ano, CONCEDEU aos ESCRAVOS LIBERTOS uma parcela dos RENDIMENTOS obtidos com a safra de açúcar.
Nesta época ele também acumulou o cargo de Capitão da Guarda Municipal, atingindo o posto de Major em 1893. Também exerceu cargos públicos, cumprindo o mandato de Vereador, provedor da Santa Casa de Misericórdia de Itu e zelador do Hospital dos Lázaros. Foi um dos principais responsáveis pela implantação de iluminação pública de Itu. Em 1902 ajudou a fundar a Companhia Ituana de Força e Luz, contribuindo com 15,62 % dos gastos. É nome de rua central em Itu/SP.